# Biblioteka im. Zielińskich Towarzystwa Naukowego Płockiego
Biblioteka im. Zielińskich Towarzystwa Naukowego Płockiego – siódma wśród najstarszych bibliotek w Polsce, istniejąca od 1820 roku.

## Historia
Biblioteka została założona w 1820 roku jako Biblioteka Towarzystwa Naukowego przy Szkole Wojewódzkiej Płockiej. W 1830 roku jej zbiory liczyły 8 tysięcy woluminów. W okresie Powstania listopadowego jej działalność była zawieszona. W 1907 roku nastąpiła jej reaktywacja, a inicjator ponownego otwarcia biblioteki, Towarzystwo Naukowe Płockie, nadał jej imię Zielińskich dla uczczenia daru rodu: zbiorów bibliotecznych liczących ponad 20 tysięcy woluminów (m.in. inkunabułów). Po 1915 roku jej zbiory systematycznie rosły, głównie za sprawą darów. Biblioteka gromadziła wszelkie druki dotyczące Płocka lub w Płocku wydawane. W 1939 roku zbiory biblioteki szacowano na ponad 70 tysięcy woluminów.
W 1976 r. została przeniesiona do „Domu pod Opatrznością” przy placu Narutowicza wzniesionym w latach 1828–1832, gdzie ma siedzibę do dzisiaj. Biblioteka Zielińskich jest włączona do sieci 55 bibliotek, które tworzą Narodowy Zasób Biblioteczny, posiada także status biblioteki naukowej.
Po II wojnie światowej Biblioteka Zielińskich była jedyną ocalałą biblioteką w Płocku, a po wyzwoleniu zaczęła udostępniać swój księgozbiór już 12 lutego 1945.